# Sylvia Fine (chanteuse)
 (octobre 2017).
Si vous disposez d'ouvrages ou d'articles de référence ou si vous connaissez des sites web de qualité traitant du thème abordé ici, merci de compléter l'article en donnant les références utiles à sa vérifiabilité et en les liant à la section « Notes et références ».
Pour Le personnage de fiction, voir Sylvia Fine.
Sylvia Fine est une chanteuse, parolière et compositrice américaine née le 29 août 1913 à New York, décédée à l'âge de 78 ans le 28 octobre 1991 à Manhattan.

## Biographie
Elle a écrit de nombreuses chansons, notamment pour son mari, Danny Kaye avec lequel elle a eu une fille, Dena Kaye le 17 décembre 1946. 
Elle a également écrit pour des films, dont certaines chansons sont parmi ses plus célèbres, notamment celle pour le film homonyme The Moon is Blue (titre français : La Lune était bleue) qui obtient l'Oscar de la meilleure chanson originale pour les paroles de Sylvia Fine mises en musique par Herschel Burke Gilbert.